# Détroit du Kamtchatka
Pour les articles homonymes, voir Kamtchatka (homonymie).
Le détroit du Kamtchatka, en russe : Камчатский пролив, est un détroit situé entre le cap d'Afrique, situé à l'extrémité orientale de la péninsule du Kamtchatka, et les îles du Commandeur, dans l'Extrême-Orient russe. Il mesure 191 km de large.
À l'ouest de la mer de Béring, l'arc aléoute est séparé de l'arc kamtchatkien, situé plus au nord par le détroit du Kamtchatka, le seul qui soit assez profond pour assurer le renouvellement des eaux de fond des bassins océaniques de la mer de Béring.
La profondeur maximale de la mer de Béring (4 420 m) est situé dans le détroit du Kamtchatka.

## Sources et bibliographie
- (en) Phyllis J. Stabeno, James D. Schumacher et Kiyotaka Ohtani, « The physical oceanography of the Bering Sea : A summary of physical, chemical, and biological characteristics, and a synopsis of research on the Bering Sea », Dynamics of the Bering Sea : A Summary of Physical, Chemical, and Biological Characteristics, and a Synopsis of Research on the Bering Sea, T.R. Loughlin and K. Ohtani (eds.), North Pacific Marine Science Organization (PICES), Université d'Alaska Sea Grant,‎ 1999, p. 1–28 (lire en ligne)